# EVB BauPunkt Einkaufs- und Handelsgemeinschaft
Die EVB BauPunkt Einkaufs- und Handelsgemeinschaft GmbH & Co. KG ist eine Einkaufs- und Handelsgemeinschaft mit Sitz in Göppingen.

## Allgemeines
Im Jahr 1983 als Einkaufs- und Vertriebsberatung GmbH gegründet wurde diese 1991 in eine GmbH & Co. KG umgewandelt. Die bisherigen Mitglieder wurden Gesellschafter. Im Januar 2011 gehörten der EVB BauPunkt 91 Gesellschafter mit insgesamt 138 Standorten in sieben europäischen Ländern an. Neben der Bundesrepublik ist die Verbundgruppe in Italien, Frankreich, Belgien, Luxemburg, Slowakei und in der Schweiz vertreten.
Das Unternehmen gab auf der Messe bauma 2010 in München den Start eines neuen bundesweiten Angebots bekannt, dem 5-Sterne-Mietverbund. Mit diesem System will die EVB BauPunkt in die Riege der fünf größten Anbieter von Mietmaschinen und Mietgeräten für den professionellen Endanwender aufsteigen. Der Mietverbund vernetzt die bestehenden Mietparks der rechtlich selbständigen EVB BauPunkt-Gesellschafter. Die Einkaufskooperation ist damit künftig in der Lage, Kunden aus den Bereichen Bau, Industrie und Handwerk deutschlandweit mit Mietmaschinen und Mietgeräten zu beliefern.

## Produktgruppen
Das Unternehmen ist in Deutschland eine Verbundgruppe selbständiger Fachhändler für Baumaschinen, Baugeräte, Werkzeuge und ähnliche Gerätschaften.